# Herrarnas slopestyle i snowboard vid olympiska vinterspelen 2018
Herrarnas slopestyle i snowboard vid olympiska vinterspelen 2018 i Pyeongchang hölls den 10 och 11 februari 2018 på anläggningen Bokwang Phoenix Park.

## Medaljörer
| Gren       | Guld               | Silver            | Brons                |
| Slopestyle | Redmond Gerard USA | Max Parrot Kanada | Mark McMorris Kanada |

## Resultat

### Kval
Kvalet inleddes den 10 februari klockan 10:00 lokal tid.

#### Heat 1
| Pl. | Nr | Namn                 | Nation                            | Åk 1          | Åk 2          | Bästa         | Not           |
| --- | -- | -------------------- | --------------------------------- | ------------- | ------------- | ------------- | ------------- |
| 1   | 5  | Marcus Kleveland     | Norge                             | 83,71         | 32,30         | 83,71         | Q             |
| 2   | 6  | Carlos Garcia Knight | Nya Zeeland                       | 80,10         | 40,20         | 80,10         | Q             |
| 3   | 4  | Sebastien Toutant    | Kanada                            | 78,01         | 45,06         | 78,01         | Q             |
| 4   | 7  | Mons Røisland        | Norge                             | 76,50         | 43,68         | 76,50         | Q             |
| 5   | 2  | Torgeir Bergrem      | Norge                             | 45,80         | 75,45         | 75,45         | Q             |
| 6   | 17 | Niklas Mattsson      | Sverige                           | 50,81         | 73,53         | 73,53         | Q             |
| 7   | 11 | Roope Tonteri        | Finland                           | 72,60         | 38,08         | 72,60         |               |
| 8   | 8  | Jamie Nicholls       | Storbritannien                    | 71,56         | 36,90         | 71,56         |               |
| 9   | 1  | Chris Corning        | USA                               | 70,85         | 69,86         | 70,85         |               |
| 10  | 13 | Peetu Piiroinen      | Finland                           | 69,26         | 43,43         | 69,26         |               |
| 11  | 19 | Vlad Chadarin        | Olympiska idrottare från Ryssland | 23,05         | 64,16         | 64,16         |               |
| 12  | 3  | Sebbe De Buck        | Belgien                           | 59,40         | 29,58         | 59,40         |               |
| 13  | 15 | Rene Rinnekangas     | Finland                           | 24,86         | 37,91         | 37,91         |               |
| 14  | 16 | Michael Schärer      | Schweiz                           | 37,61         | 27,01         | 37,61         |               |
| 15  | 18 | Kalle Järvilehto     | Finland                           | 15,56         | 31,10         | 31,10         |               |
| 16  | 14 | Moritz Thönen        | Schweiz                           | 19,53         | 23,55         | 23,55         |               |
| 17  | 9  | Ryan Stassel         | USA                               | 23,50         | 22,63         | 23,50         |               |
| 18  | 10 | Lee Min-sik          | Sydkorea                          | Startade inte | Startade inte | Startade inte | Startade inte |
| 18  | 12 | Niek van der Velden  | Nederländerna                     | Startade inte | Startade inte | Startade inte | Startade inte |

#### Heat 2
| Pl. | Nr | Namn             | Nation         | Åk 1  | Åk 2  | Bästa | Not |
| --- | -- | ---------------- | -------------- | ----- | ----- | ----- | --- |
| 1   | 8  | Max Parrot       | Kanada         | 83,45 | 87,36 | 87,36 | Q   |
| 2   | 3  | Mark McMorris    | Kanada         | 83,70 | 86,83 | 86,83 | Q   |
| 3   | 5  | Redmond Gerard   | USA            | 82,55 | 57,11 | 82,55 | Q   |
| 4   | 2  | Ståle Sandbech   | Norge          | 74,11 | 82,13 | 82,13 | Q   |
| 5   | 1  | Tyler Nicholson  | Kanada         | 17,41 | 79,21 | 79,21 | Q   |
| 6   | 4  | Seppe Smits      | Belgien        | 78,36 | 41,48 | 78,36 | Q   |
| 7   | 17 | Clemens Millauer | Österrike      | 75,65 | 77,45 | 77,45 |     |
| 8   | 14 | Yuri Okubo       | Japan          | 24,45 | 75,05 | 75,05 |     |
| 9   | 12 | Jonas Bösiger    | Schweiz        | 18,68 | 58,26 | 58,26 |     |
| 10  | 11 | Billy Morgan     | Storbritannien | 56,40 | 37,55 | 56,40 |     |
| 11  | 6  | Kyle Mack        | USA            | 45,26 | 53,55 | 53,55 |     |
| 12  | 9  | Matias Schmitt   | Argentina      | 50,86 | 20,68 | 50,86 |     |
| 13  | 15 | Måns Hedberg     | Sverige        | 46,25 | DNS   | 46,25 |     |
| 14  | 7  | Hiroaki Kunitake | Japan          | 39,45 | 43,16 | 43,16 |     |
| 15  | 18 | Petr Horák       | Tjeckien       | 41,93 | 39,05 | 41,93 |     |
| 16  | 16 | Nicolas Huber    | Schweiz        | 34,25 | 36,90 | 36,90 |     |
| 17  | 13 | Stef Vandeweyer  | Belgien        | 33,75 | 21,16 | 33,75 |     |
| 18  | 10 | Rowan Coultas    | Storbritannien | 23,20 | 23,58 | 23,58 |     |

### Final
Finalen inleddes den 11 februari klockan 11:04 lokal tid. Mons Røisland blev tvungen att dra sig ur tävlingen efter att ha brutit bröstbenet på träning.
| Pl. | Nr | Namn                 | Nation      | Åk 1          | Åk 2          | Åk 3          | Bästa         |
| --- | -- | -------------------- | ----------- | ------------- | ------------- | ------------- | ------------- |
| 1   | 8  | Redmond Gerard       | USA         | 43,33         | 46,40         | 87,16         | 87,16         |
| 2   | 12 | Max Parrot           | Kanada      | 45,13         | 49,48         | 86,00         | 86,00         |
| 3   | 10 | Mark McMorris        | Kanada      | 75,30         | 85,20         | 60,68         | 85,20         |
| 4   | 6  | Ståle Sandbech       | Norge       | 44,81         | 81,01         | 38,13         | 81,01         |
| 5   | 9  | Carlos Garcia Knight | Nya Zeeland | 78,60         | 52,98         | 24,35         | 78,60         |
| 6   | 11 | Marcus Kleveland     | Norge       | 77,76         | 43,71         | 37,18         | 77,76         |
| 7   | 4  | Tyler Nicholson      | Kanada      | 36,18         | 76,41         | 76,15         | 76,41         |
| 8   | 3  | Torgeir Bergrem      | Norge       | 58,80         | 75,80         | 60,03         | 75,80         |
| 9   | 1  | Niklas Mattsson      | Sverige     | 38,43         | 74,71         | 42,48         | 74,71         |
| 10  | 2  | Seppe Smits          | Belgien     | 31,11         | 69,03         | 66,18         | 69,03         |
| 11  | 7  | Sebastien Toutant    | Kanada      | 33,66         | 57,23         | 61,08         | 61,08         |
| 12  | 5  | Mons Røisland        | Norge       | Startade inte | Startade inte | Startade inte | Startade inte |